# Pierre Alphonse Martin-Lavallée
Pierre Alphonse Martin-Lavallée est un dendrologue français né le 3 mars 1835 à Paris et mort le 3 mai 1884 à Saint-Sulpice-de-Favières. 

## Biographie
Alphonse Lavallée naît le 3 mars 1835 à Saint-Sulpice-de-Favières dans l'Essonne. Son père, Alphonse Lavallée, fondateur de l'École centrale de Paris, acquiert en 1856 le château de Segrez où Pierre Alphonse Martin-Lavallée crée un arboretum (en) réputé à l'époque dans toute l'Europe. 
Le botaniste acquiert également un parc de 20 000 m2 à Cannes où il fait construire par l'architecte Charles Baron la villa Maurice-Alice. Il est membre de la Société nationale d'agriculture de France, président de la Société nationale d'horticulture de France, conseiller général de Seine-et-Oise, maire de Saint-Sulpice-de-Favières, officier de la Légion d'honneur et de l'ordre de Léopold de Belgique.
Il épouse Hélène Chaperon, fille de Paul-Romain Chaperon et petite-fille du général Castex.
Il meurt le 3 mai 1884 au château de Segrez.
Son abréviation botanique est LAVALLÉE. Les abréviations LAV. et LAVALL. ont également été utilisées. François Hérincq nomme d'après Lavallée l'aubépine d'Amérique du Nord - Crataegus lavalleei (aubépine de Lavallée), connue sous le nom d'aubépine à feuilles. Les genres végétaux Lavallea Baill et Lavalleopsis Tiegh de la famille des Olacacées portent également le nom d'Alphonse Lavallée. Une rose lui est dédiée sous le nom de 'Souvenir d'Alphonse Lavallée'.

## Publications
- Alphonse Lavallée, Arboretum segrezianum, Paris, J.-B. Baillière et fils, 1880–1885
- Alphonse Lavallée, Les Clématites à grandes fleurs, 1884